# Jardín Botánico de la Villa Thuret
El Jardín botánico de la Villa Thuret (en francés: Jardin botanique de le Villa Thuret) es un jardín botánico y arboretode 3.5 hectáreas ubicado en los terrenos de la "Villa Thuret", Antibes, Francia.
El código de identificación del Jardin botanique de le Villa Thuret como  miembro del "Botanic Gardens Conservation Internacional" (BGCI), así como las siglas de su herbario es INRA.

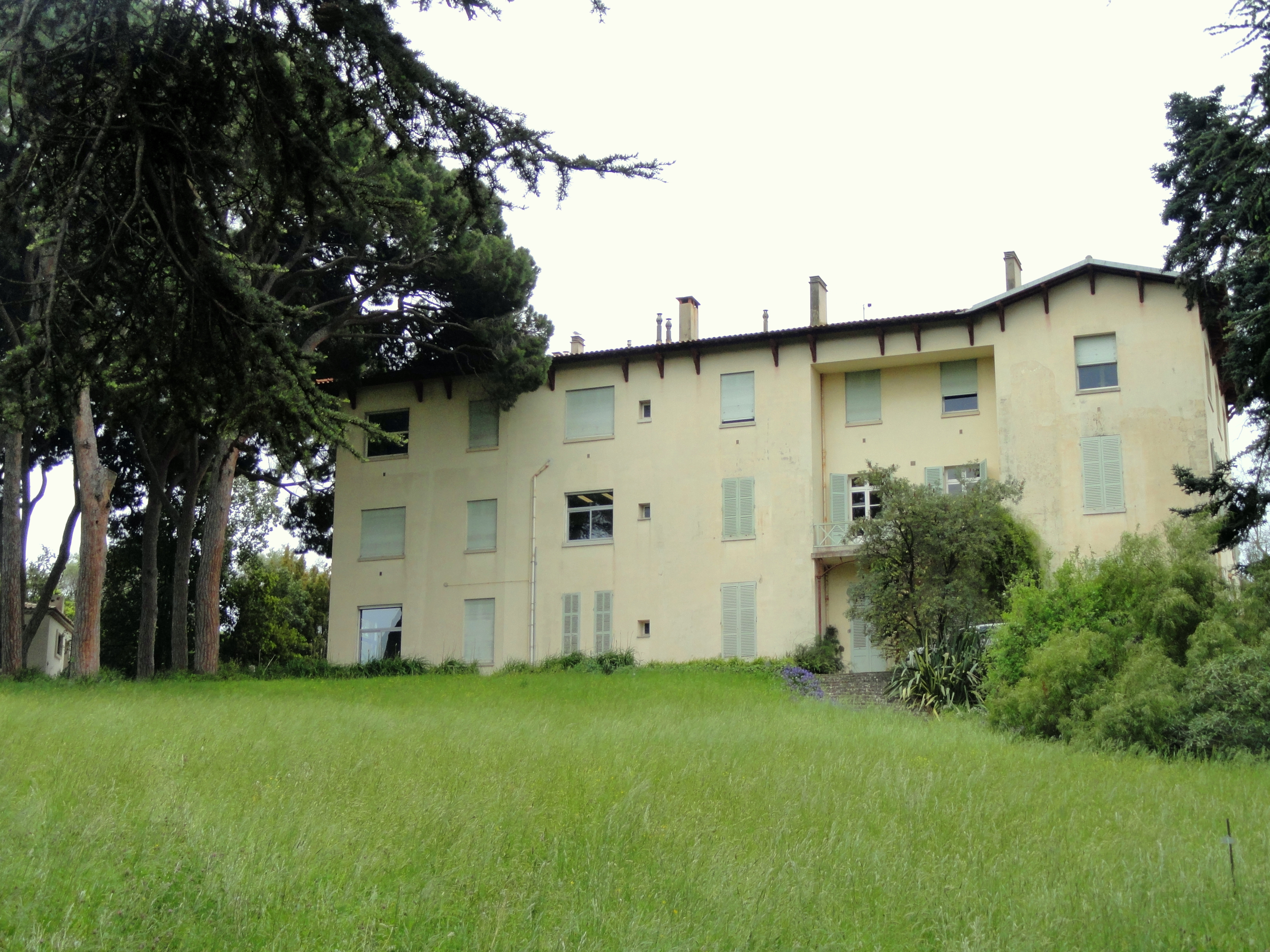
Vista de la Villa Thuret.

## Localización
Institut National de la Recherche Agronomique, Station de Botanique et de Pathologie Vegetale, Villa Thuret, 62 Boulevard du Cap, BP 2078, F-06606 Antibes Jean-les-Pins, Alpes-Maritimes, Provence-Alpes-Côte d'Azur, Francia.
Está abierto todos los días de la semana sin ninguna tarifa de entrada.

## Historia
El jardín fue creado en 1857 por Gustave Thuret (1817-1875), botánico más conocido por sus estudios de la reproducción de las algas.
Gustave Thuret lo utilizó para llevar a cabo ensayos de la aclimatación de plantas con el amigo y experto en líquenes Jean-Baptiste Édouard Bornet (1828-1911).
En 1868, la novelista George Sand lo describe en su Traveller's Letters como el jardín más encantador que ella había visto nunca.
Fue legado a la nación francesa en 1878.
En 1927 quedó ligado al Instituto de Investigación Agronómica.
Este Instituto en 1946 llegaría a constituir el « Institut National de la Recherche Agronomique» (INRA).

## Colecciones
El jardín contiene actualmente unos 2.500 árboles y arbustos en sus colecciones, representando a unas 1.600 especies (144 géneros, 131 familias exóticas) de países de climas mediterráneos o calientes, incluyendo Sudáfrica, Australia, California, Chile, y México, además de China, Japón, y Nueva Zelanda. Entre 50 a 100 nuevas especies se plantan cada año.
El jardín alberga unas buenas colecciones de:
- Colección de Cycas,
- Coníferas (con una colección excepcional de cipreses),
- Palmas (30 especies en las que se incluyen excelentes especímenes de Jubaea),
- Colección de árboles y arbustos de climas mediterráneos, con varias especies de acacias) australianas, robles Mediterráneos, Myrtaceae de Australia  (Callistemon, Calothamnus, Eucalyptus, Melaleuca), una gran colección de Pittosporum spp., y Proteaceae incluyendo Banksia, Grevillea, Hakea, y Leucadendron.

Como especímenes dignos de mención, Jubaea spectabilis,  Arbutus xalapensis, Agathis robusta, Cupressus macrocarpa, Eucalyptus benthamii, Melaleuca linariifolia, y Taxodium mucronatum.
Algunos especímenes en el "Jardin botanique de la Villa Thuret".

Especímenes
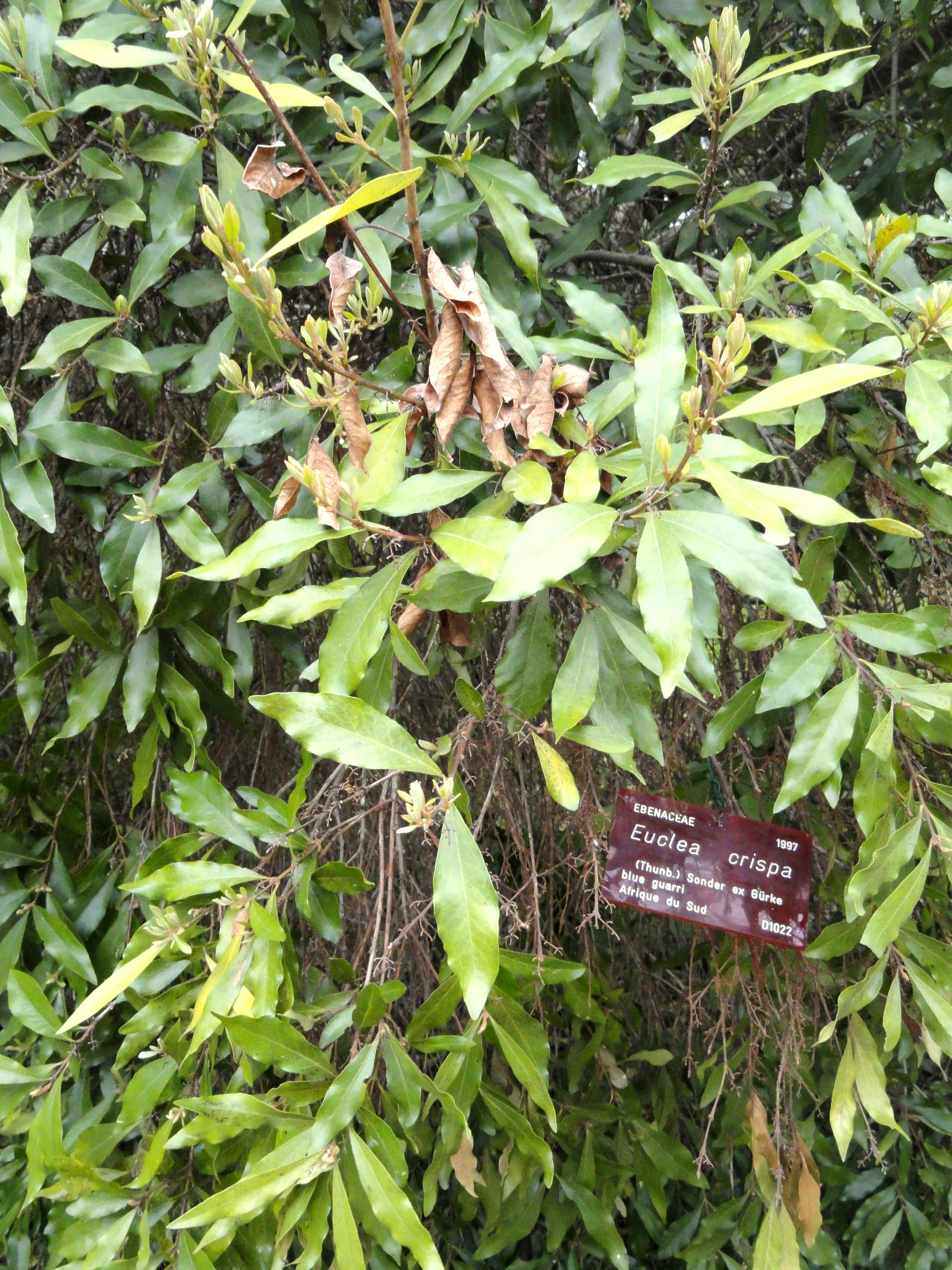
Euclea crispa
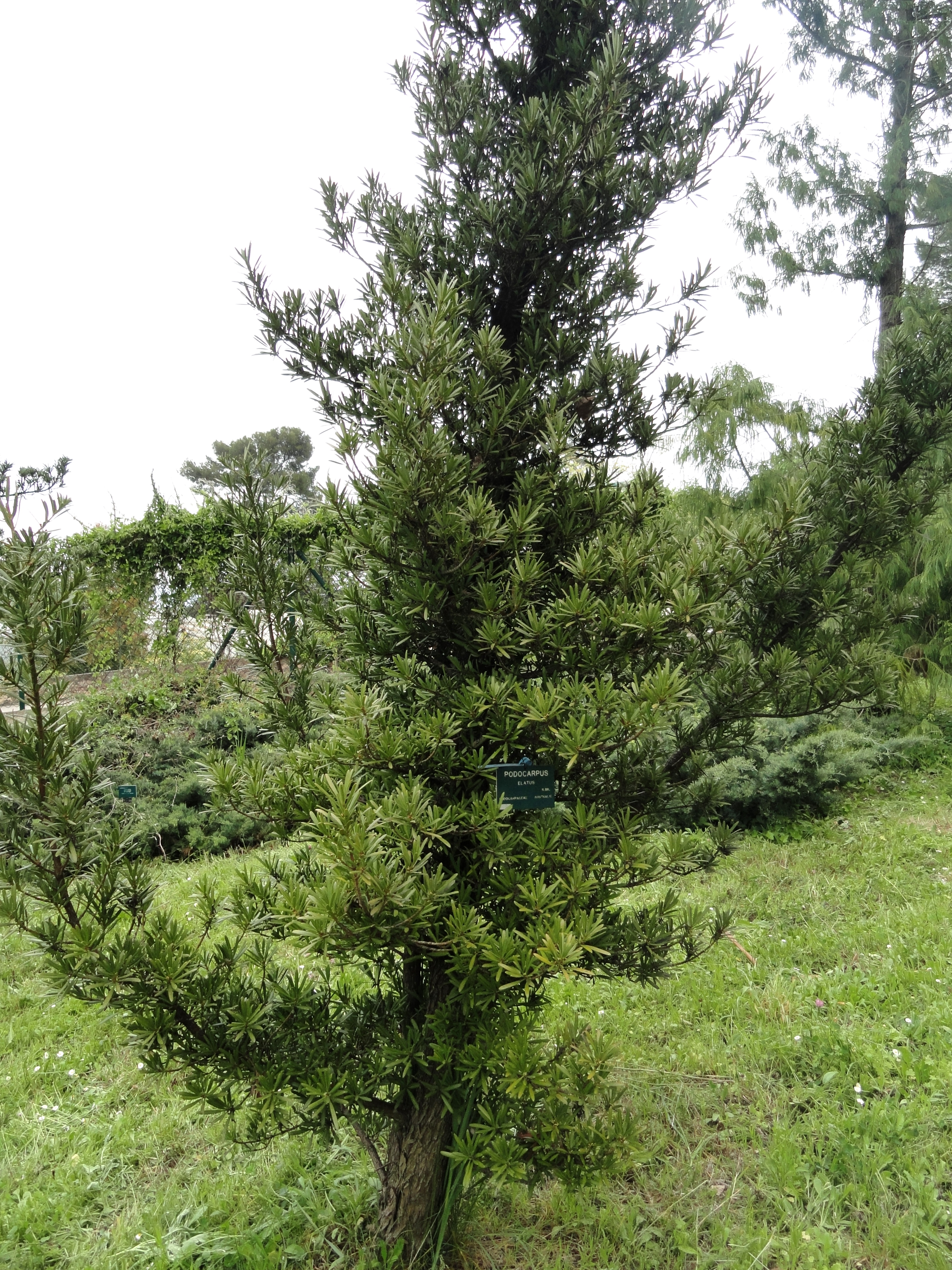
Podocarpus elatus
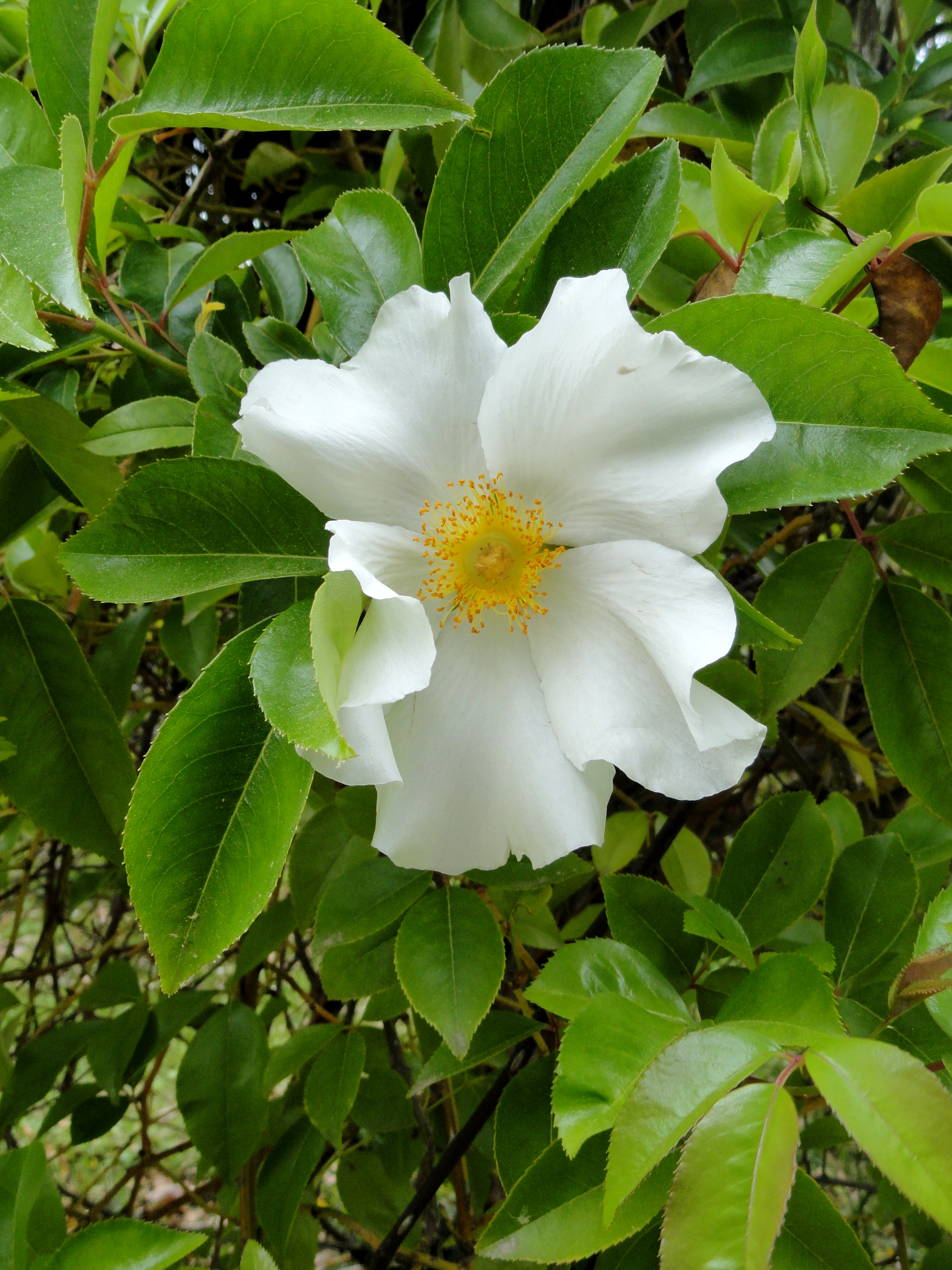
Rosa laevigata
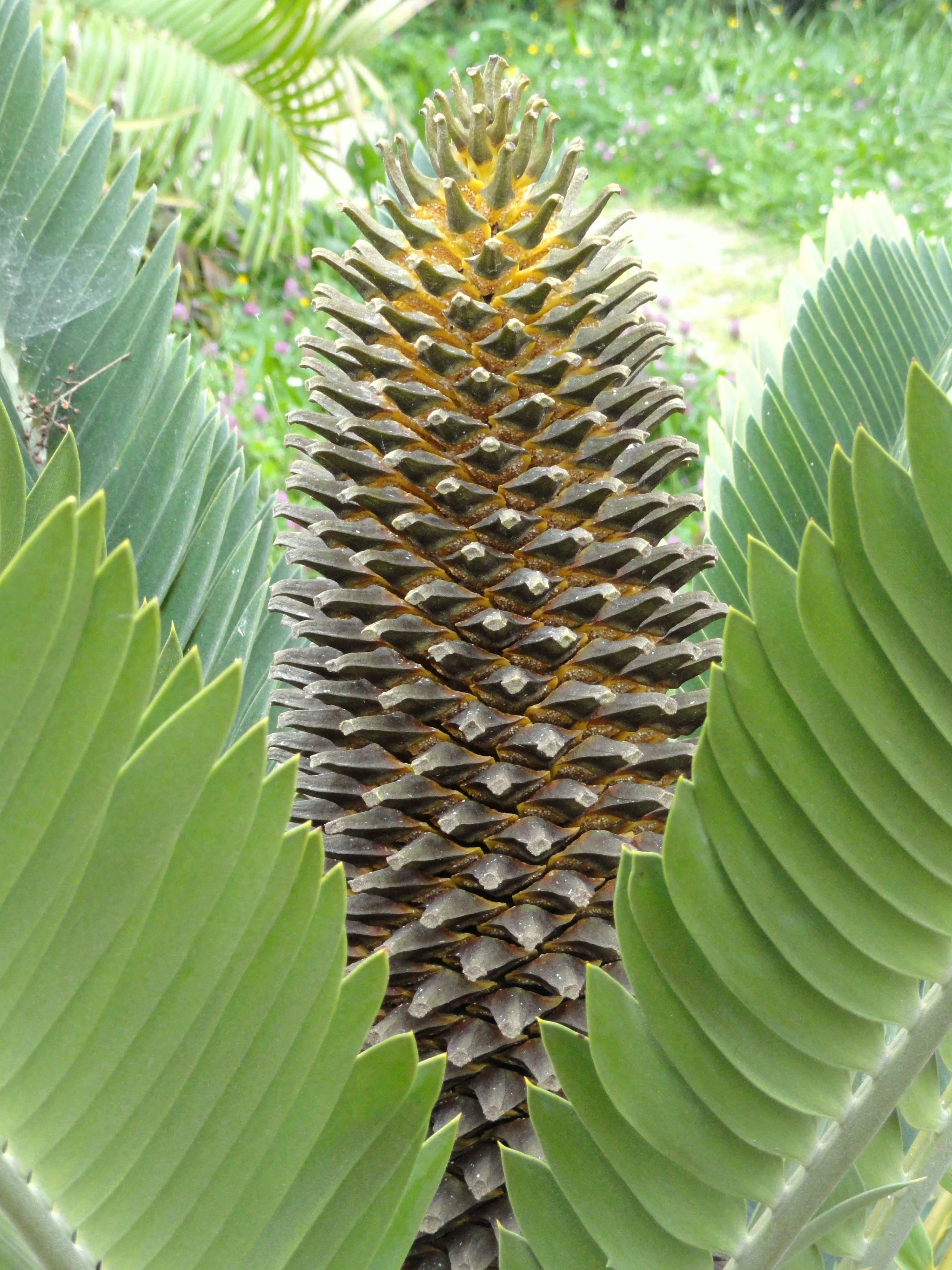
Encephalartos longifolius
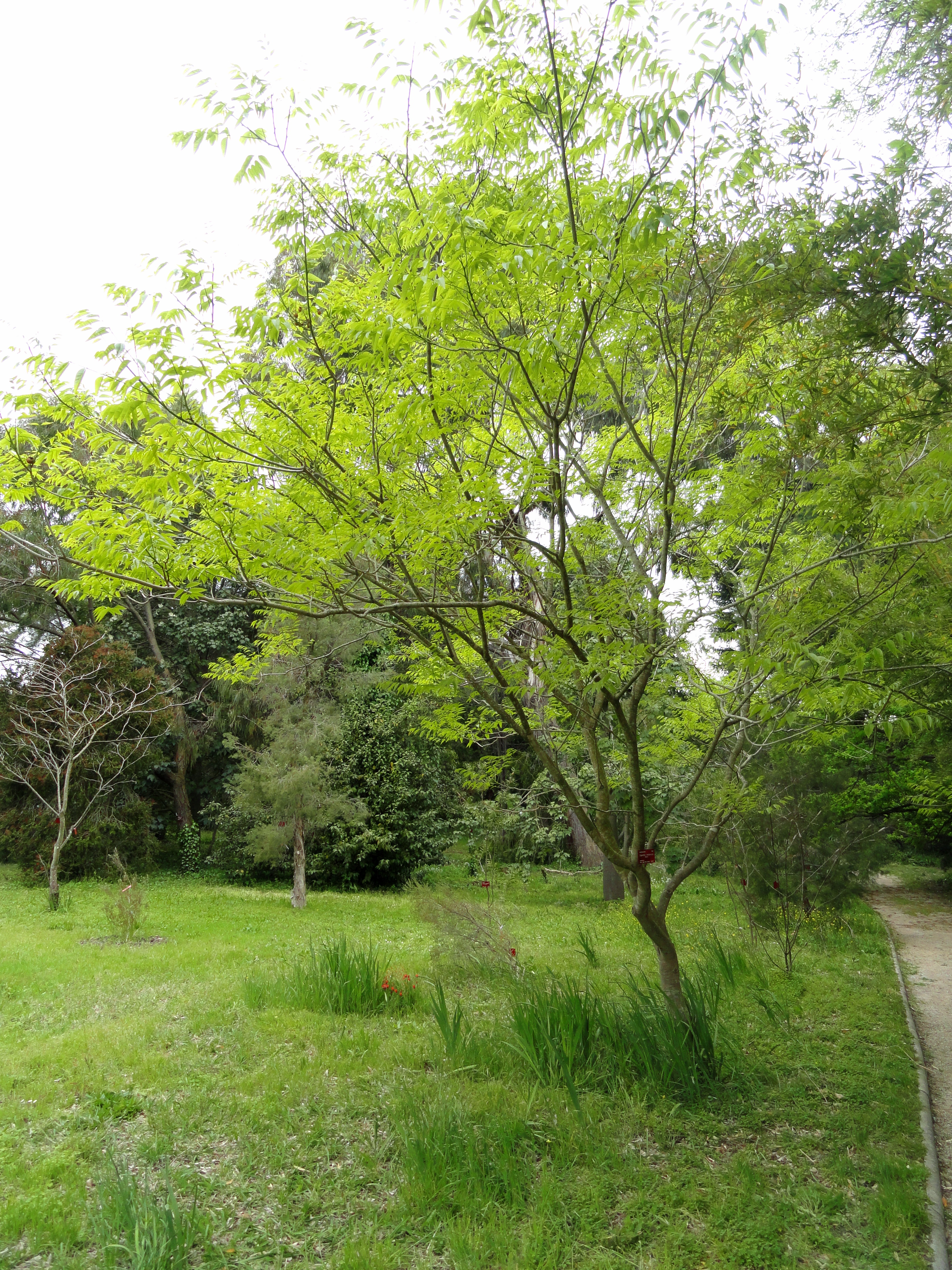
Sapindus mukorossi
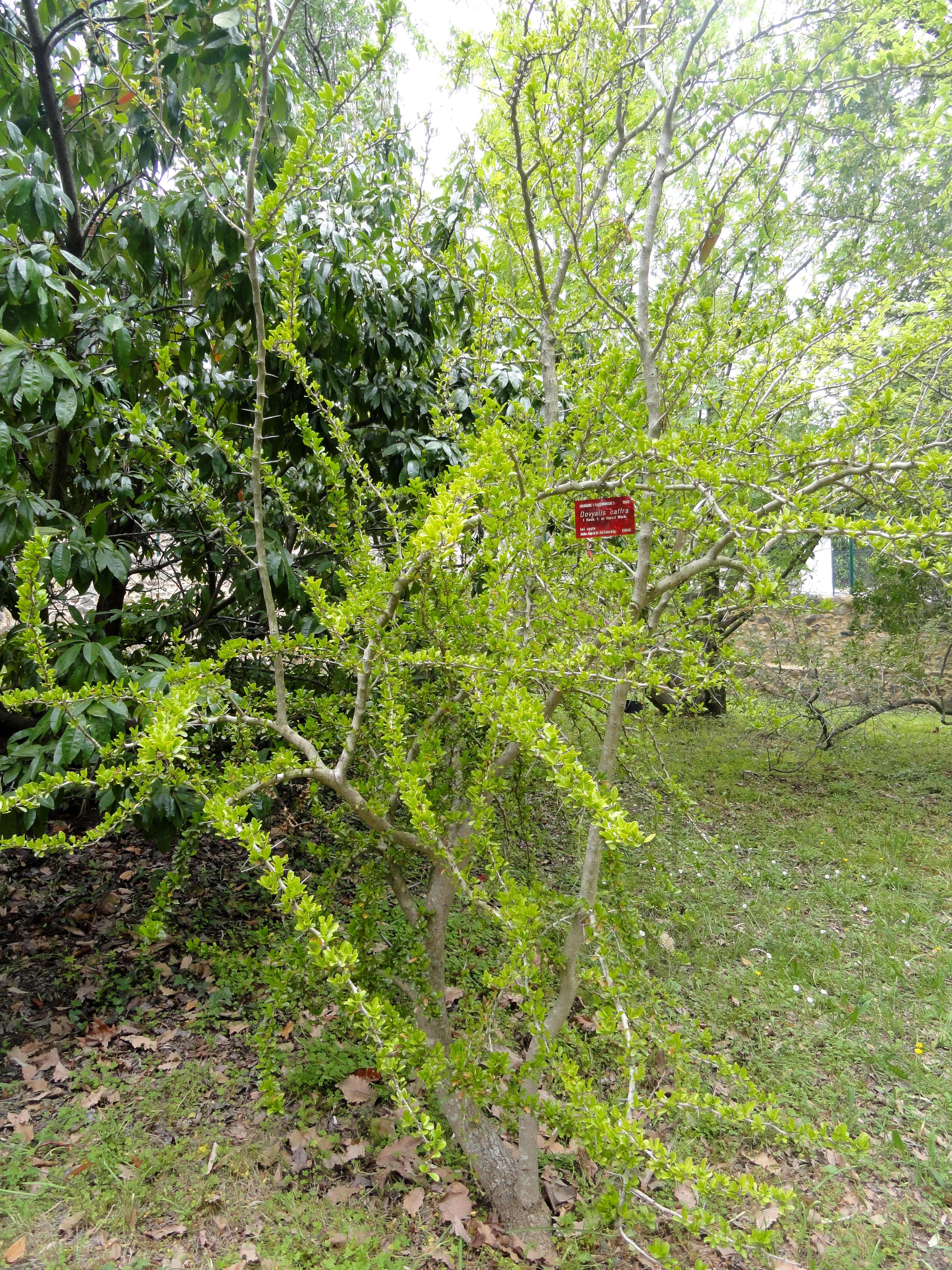
Dovyalis caffra

## Enlaces externos

Detalles
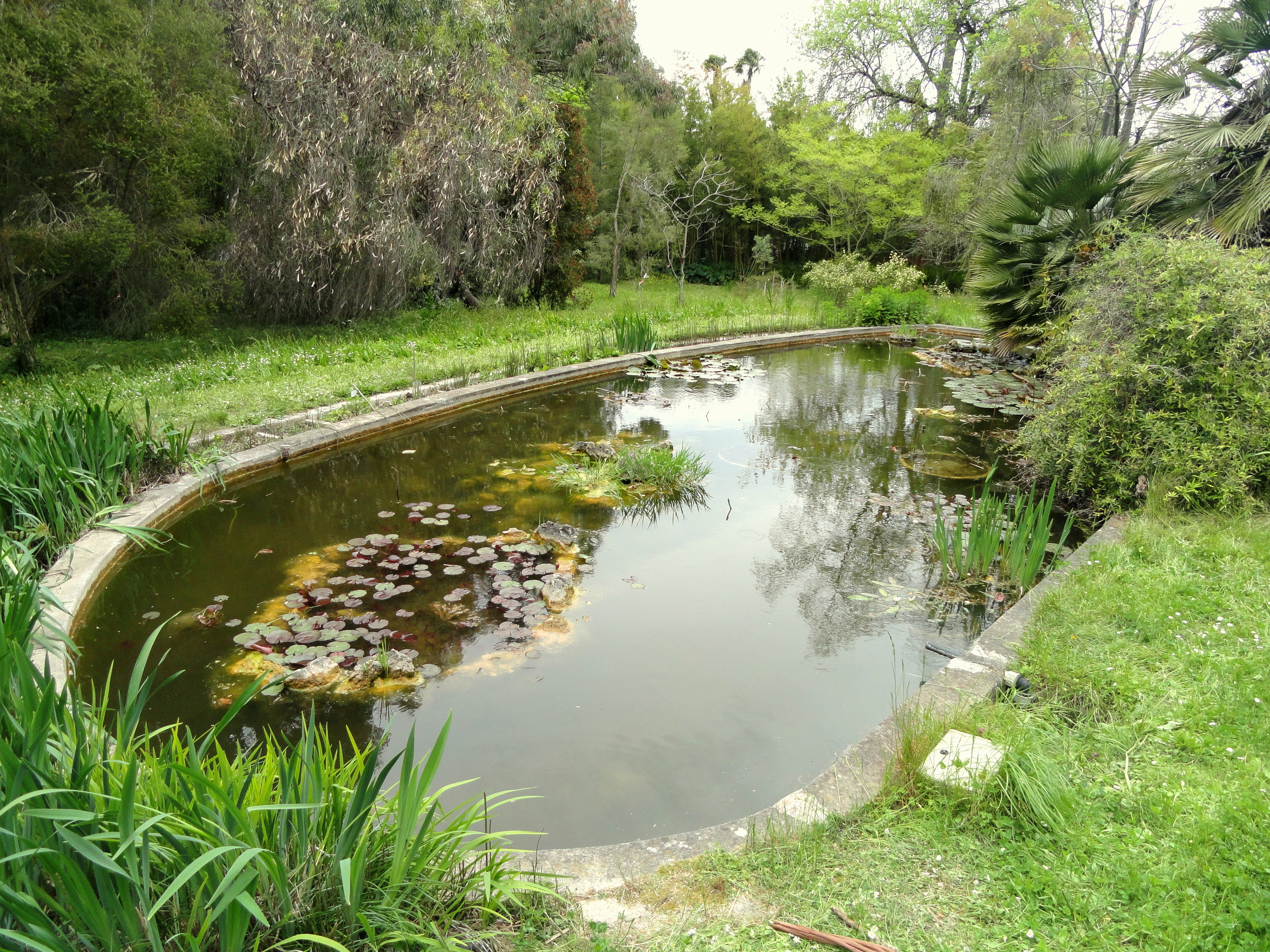
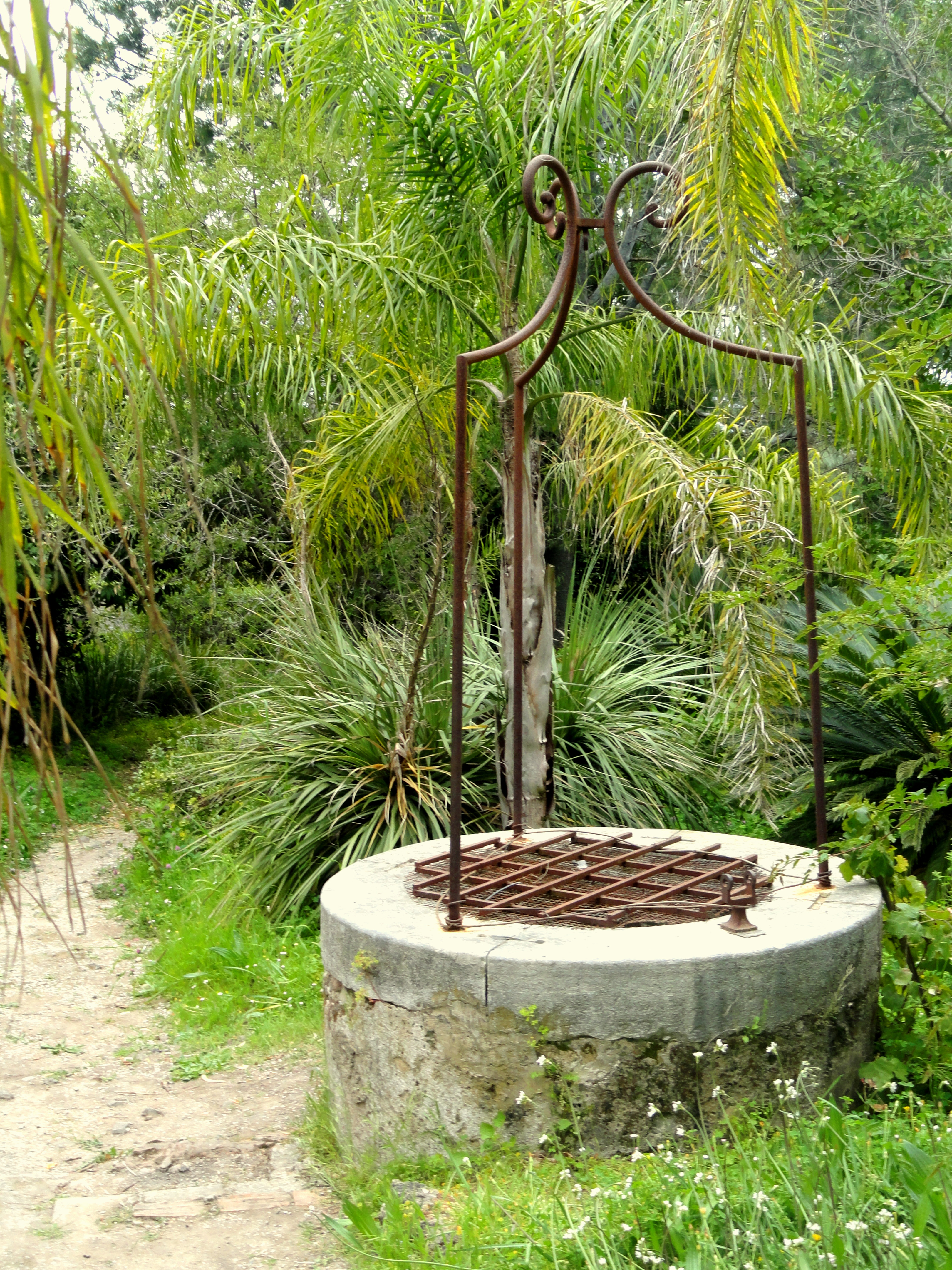
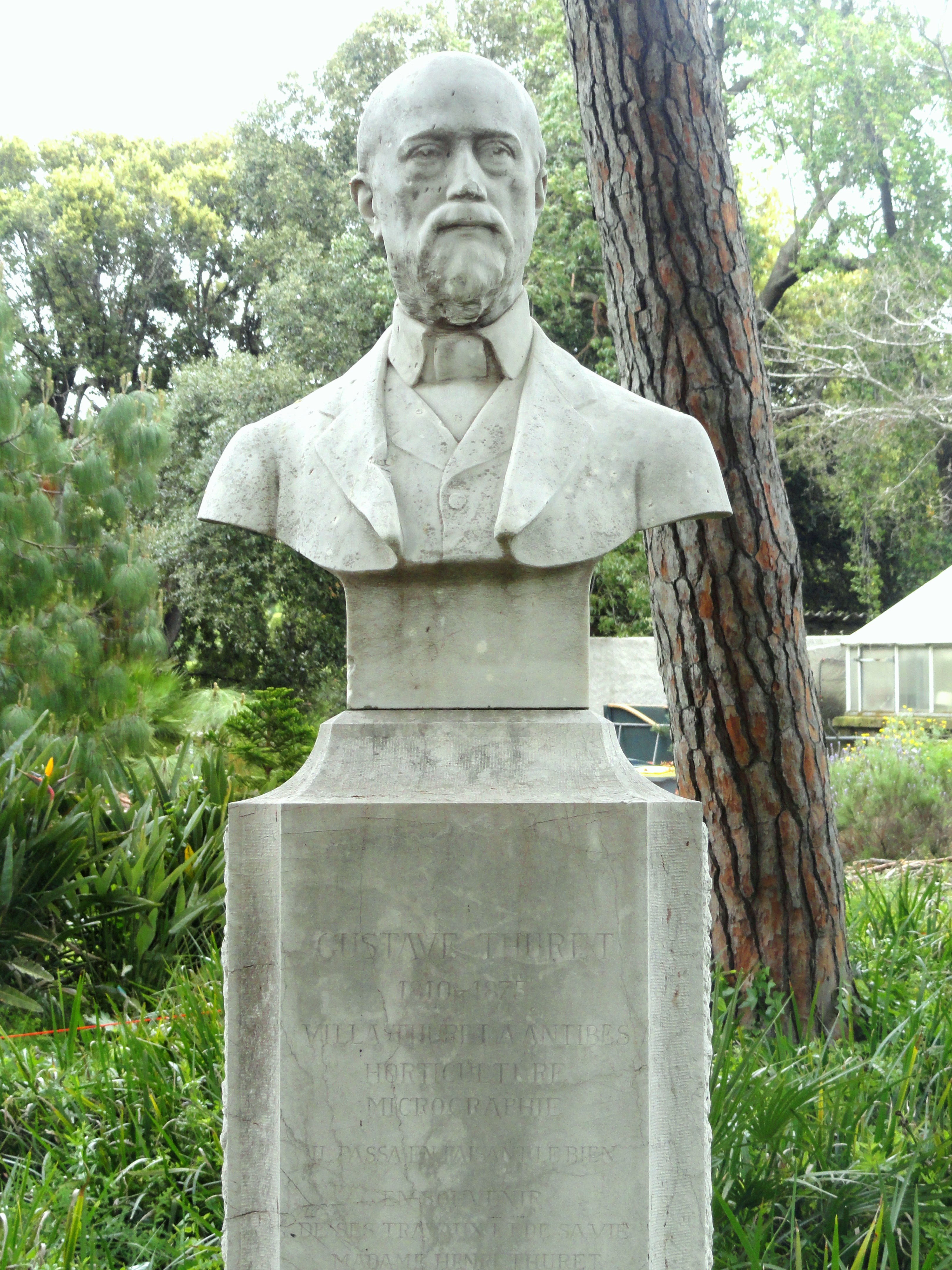
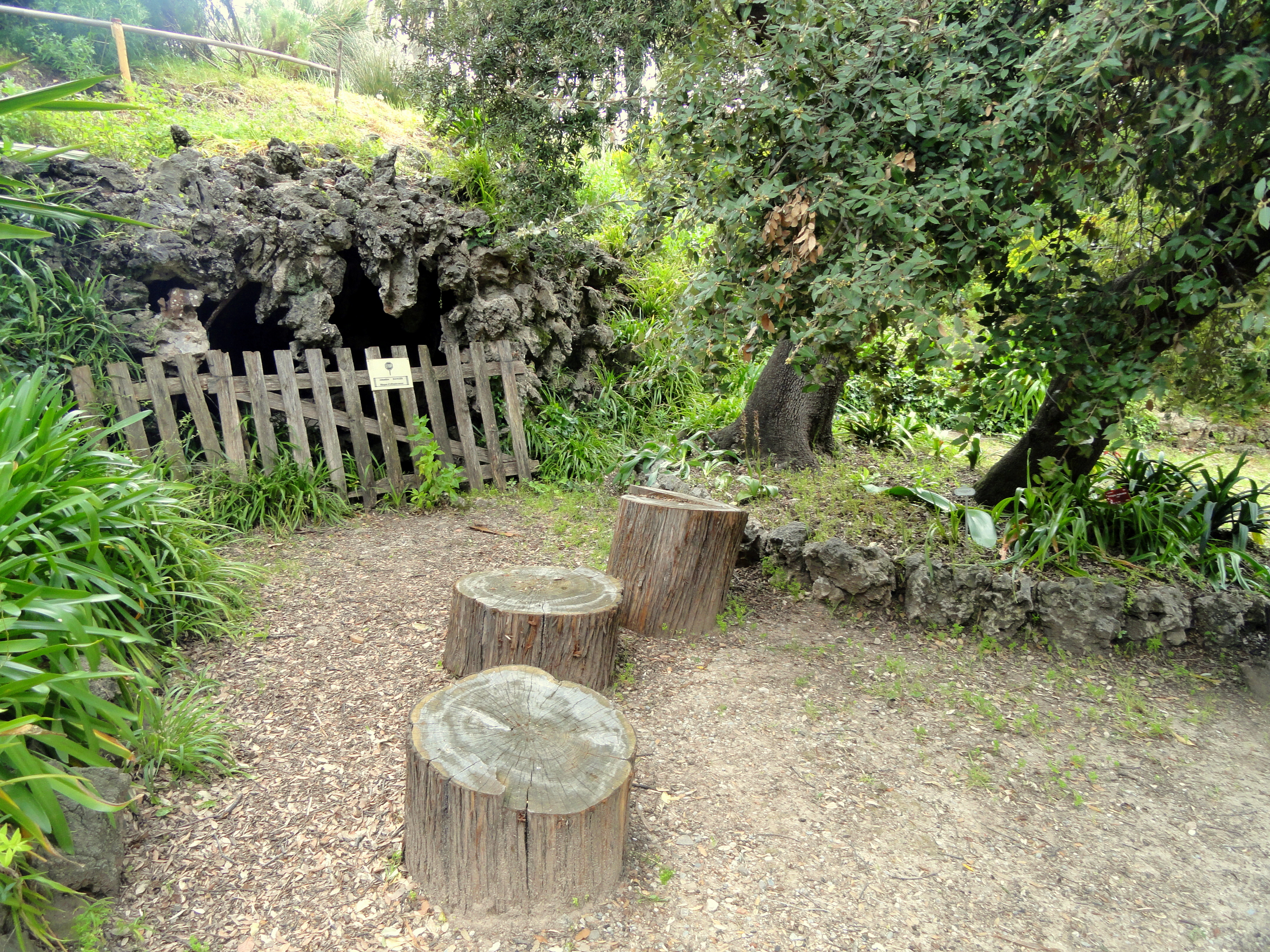